# دریاچه کاناپا

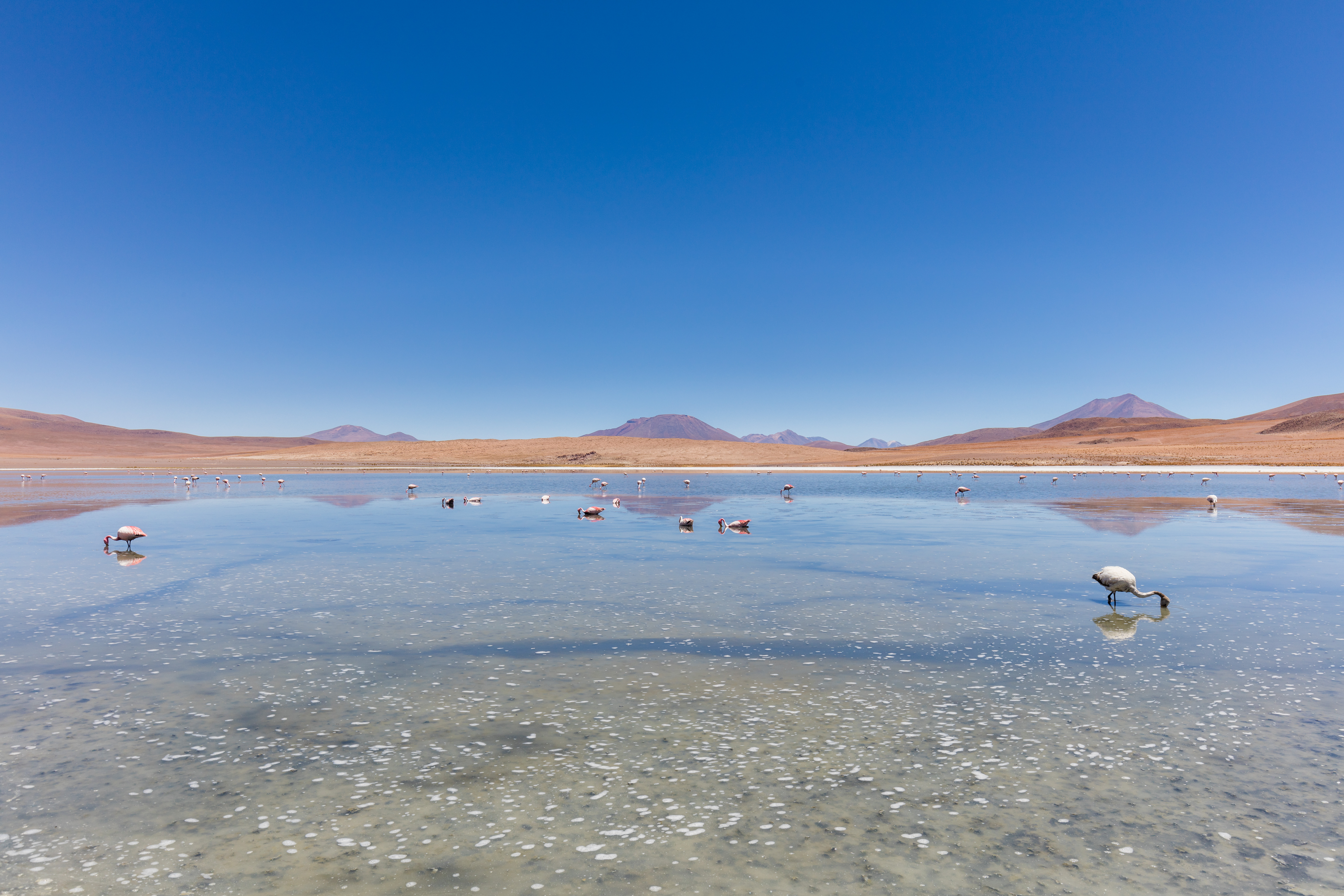
نمایی از لاگون کاناپا.

دریاچه کاناپا (به اسپانیایی: Laguna Cañapa) یک دریاچه آب شور حوضهٔ درون‌ریز در شهرستان پوتوسی در جنوبِ‌غربی بولیوی است.
دریاچه کاناپا در فلات آلتیپلانو واقع‌شده است و پهنای آن ۱.۴۲km۲ است.